# Hacker

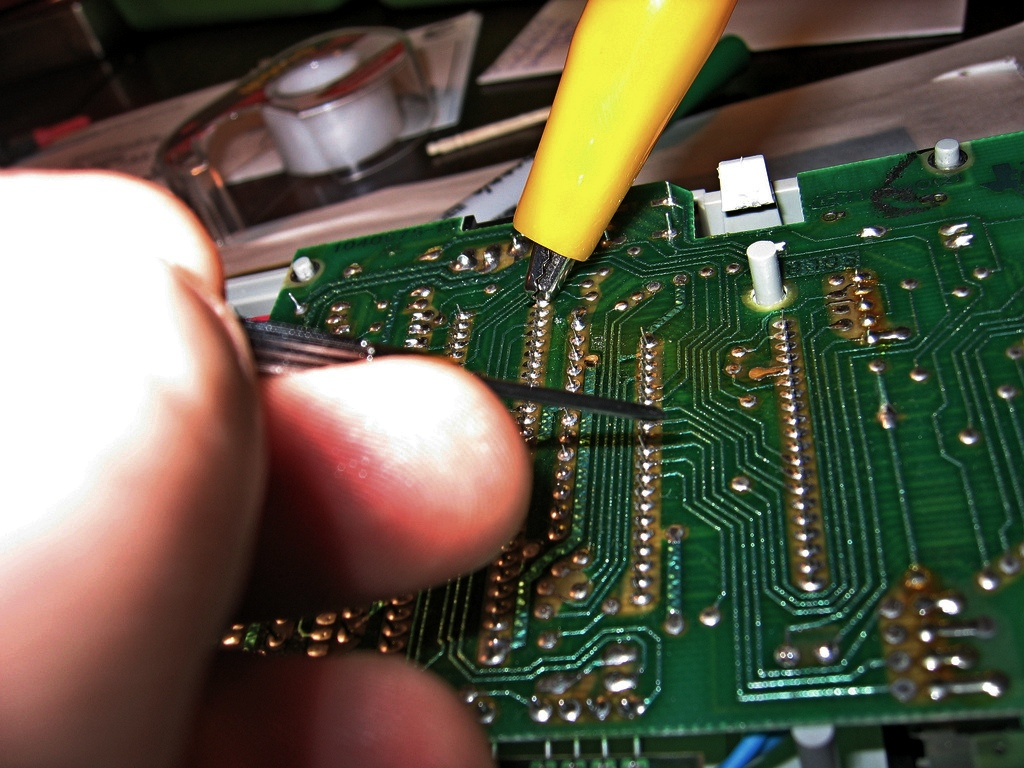
Messung auf einer Leiterplatte mit Multimeter oder Oszilloskop, typische Aktivität beim Hardware-Hacking

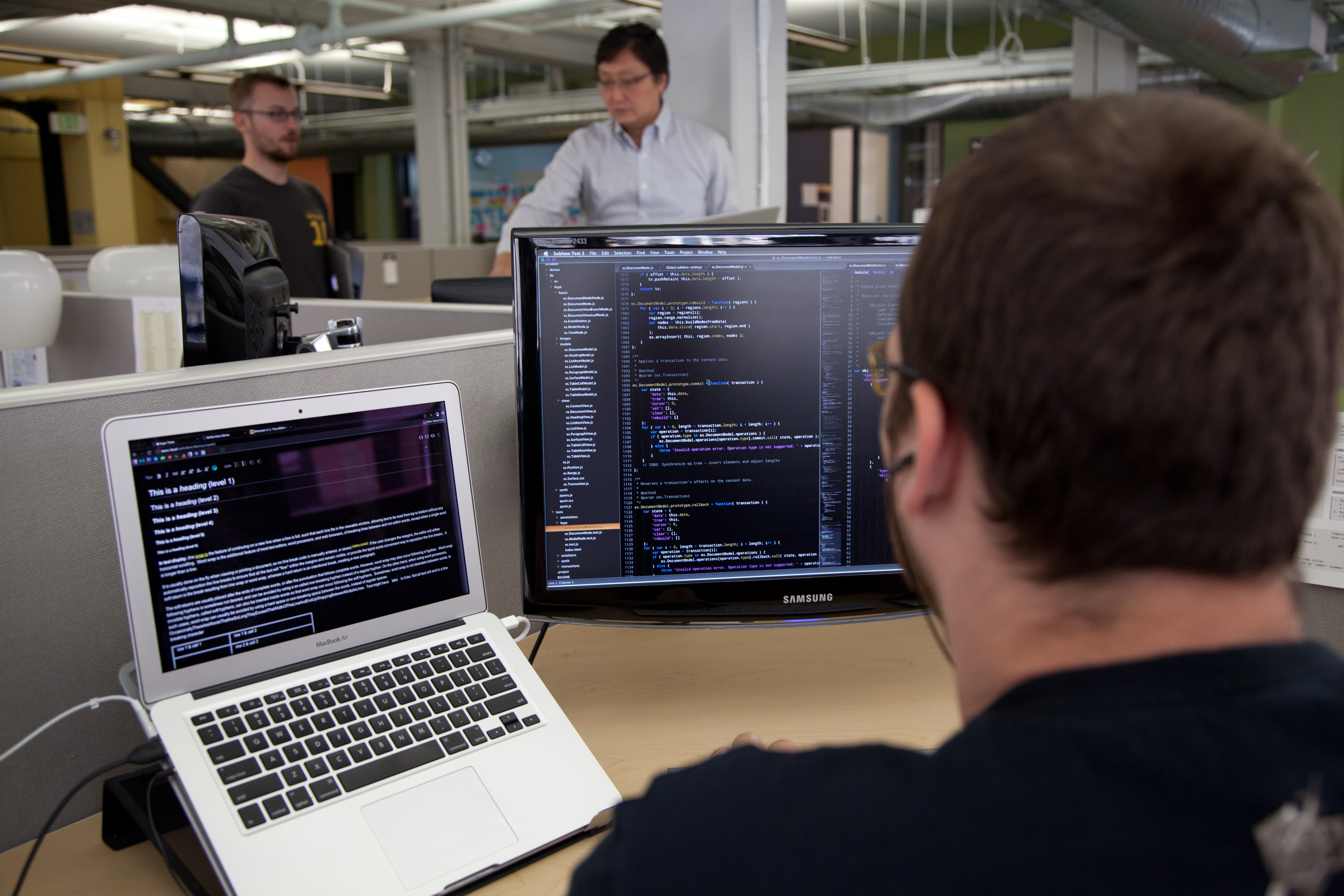
Programmierer bei der Arbeit. Die Ursprünge der Hackerkultur liegen zum Teil in der softwareseitigen Anpassung von Computern.

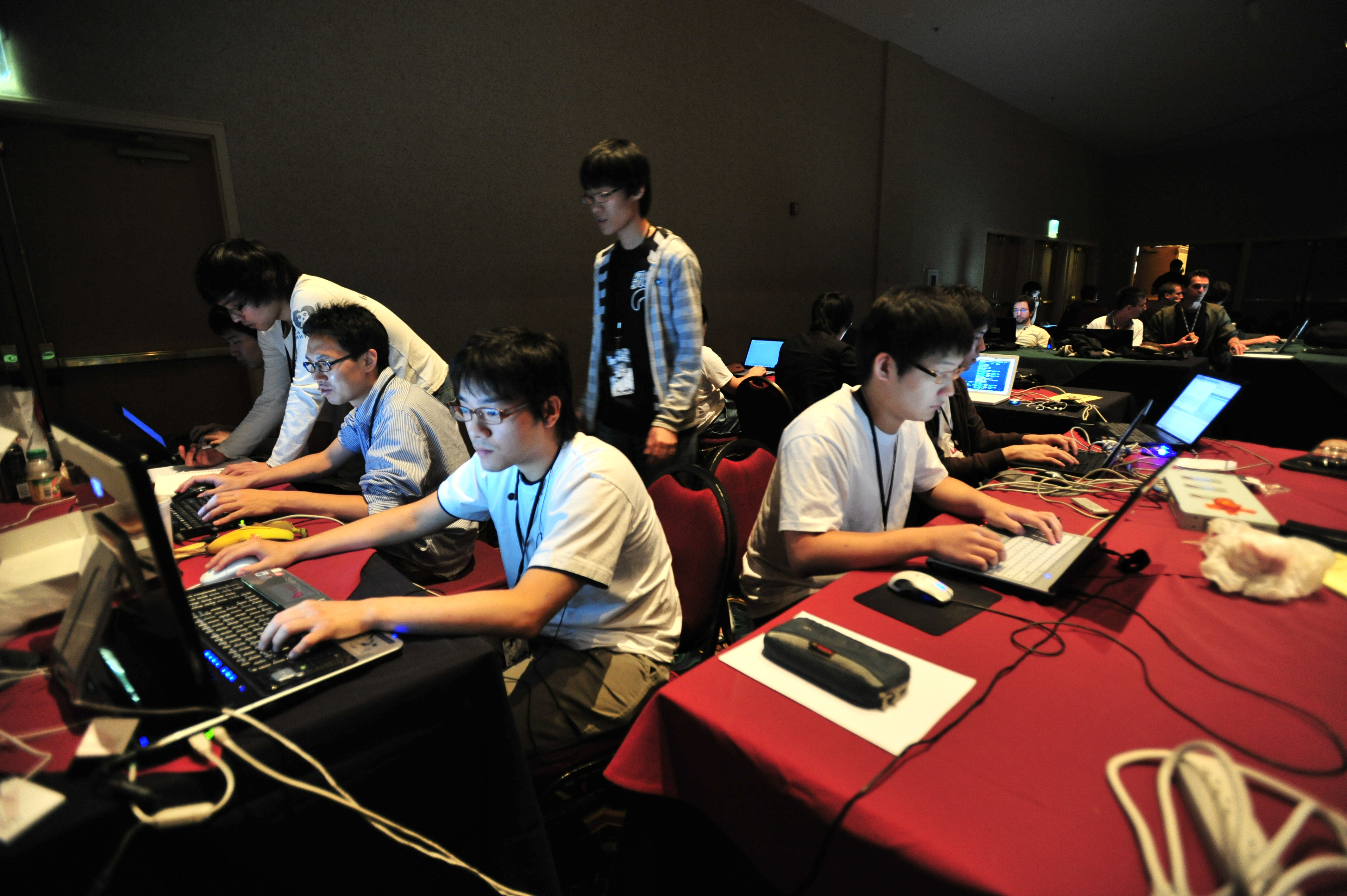
Ein Team von Computersicherheits-Hackern auf der DEFCON 17

Hacker (auch ausgesprochen /⁠ˈhɛkɐ⁠/) ist in der Technik ein Anglizismus mit mehreren Bedeutungen. In seiner ursprünglichen Verwendung bezieht sich der Begriff auf Tüftler im Kontext einer verspielten, selbstbezogenen Hingabe im Umgang mit Technik und einem besonderen Sinn für Kreativität und Originalität (englisch hack value). Alltagssprachlich und besonders in den Medien ist der Begriff meist negativ konnotiert und wird häufig als Synonym verwendet für jemanden, der illegal in Rechnersysteme eindringt.

## Allgemeines
Wau Holland, ein Gründer des Chaos Computer Clubs, prägte die Formulierung: „Ein Hacker ist jemand, der versucht einen Weg zu finden, wie man mit einer Kaffeemaschine Toast zubereiten kann“. Demnach kann es hierbei auch um das Experimentelle gehen, also den Versuch, die Grenzen des Machbaren zu erkunden. Die Durchführung der Aktivitäten wird Hacken genannt; das Ergebnis ist ein Hack.
In den 1980er Jahren entstand die Szene aus dem Bereich der Datensicherheit. Sie hat wie keine andere Szene das öffentliche Verständnis zum Hackerbegriff geprägt. Teile dieser Szene sehen ihre Absicht darin, Sicherheitslücken aufzuzeigen und zu beseitigen, und schreiben dem Begriff einen positiven Anklang zu. In der öffentlichen Wahrnehmung wird er seit 1983 häufiger für Personen benutzt, die unbefugt Sicherheitsbarrieren umgehen und solche Lücken ausnutzen (siehe auch: Cracker), wobei „Hacker“ abgrenzbar von „Scriptkiddie“ ist: Ein Hacker besitzt tiefe Grundlagenkenntnisse, ein Scriptkiddie nicht. Seit 1988 wird im Rahmen des Chaos Computer Club die weibliche Form, die Haeckse, geprägt.
Die anderen Szenen haben keinen direkten Bezug zur Datensicherheit und entstanden bereits seit Ende der 1950er Jahre. Zu ihrem folgenreichsten Vermächtnis gehören das Internet (seit 1969) und die Entwicklung der ersten Personal Computer (seit 1975 mit Gründung des Homebrew Computer Clubs). Ebenso gingen die Freie-Software-Bewegung (seit 1984 mit der Schaffung des GNU-Projekts) und die Open-Source-Bewegung (seit 1998) daraus hervor. Entsprechend ist der Begriff stark positiv beziehungsweise negativ belegt.

## Überblick

### Verwendung des Begriffs seit Ende der 1950er Jahre bis heute
Im Hackerjargon erstreckt sich das Betätigungsfeld eines Hackers auf ein beliebiges Gebiet der Technologie. Als Beispiel kann auch jemand auf dem Fachgebiet der Astronomie ein Hacker sein. Der Ausdruck existiert seit Ende der 1950er Jahre und umfasst in einem übergreifenden Sinn experimentierfreudige Technikenthusiasten, insbesondere (aber nicht nur) aus dem Bereich der Informations- und Kommunikationstechnik. Im Unterschied zu üblichen Benutzern technischer Systeme, die es vorziehen, nur deren Gebrauch zu erlernen, haben sie Spaß daran die Systeme bis ins Detail zu untersuchen. Mit ihren Fachkenntnissen benutzen sie Geräte beliebiger Art oft außerhalb ihrer normalen Zweckbestimmung oder ihres gewöhnlichen Gebrauchs.
Seit September 1983 wird „Hacker“ in der öffentlichen Wahrnehmung vornehmlich im Kontext der Computerkriminalität meist in abwertender Weise verwendet. Er erhielt so einen schlechten Beiklang sowohl in der Berichterstattung der Medien als auch in der Politik und Justiz, wo er seitdem Computeranwender beschreibt, die an Einbrüchen in fremde Rechner und Netze beteiligt sind. In den darauf folgenden Jahren bis heute wird er zudem in Verbindung gebracht mit verschiedenen Formen der Internetkriminalität, vom Phishing und teilweise bis hin zum Cyber-Terrorismus. Die Bundesregierung erhofft sich indes von Hackern aktive Hilfe bei der Schaffung von Überwachungsmechanismen, was jedoch Kritiker als „verfassungsrechtlich hoch bedenkliche Initiative“ ansehen. Die Szene der Hacker, in Deutschland vertreten durch den Chaos Computer Club, gehört selbst zu den größten Kritikern sowohl der Überwachung als auch mit Blick auf andere Handlungen, die gegen ihre ethischen Grundsätze verstoßen (siehe Abgrenzung zum Begriff „Cracker“).
Überwiegend positiv besetzt ist der Ausdruck im Kontext des seit Januar 1984 existierenden GNU-Projekts, der Freien-Software- und der 14 Jahre später entstandenen Open-Source-Bewegung. Ebenso gehört die Freie-Hardware-Bewegung dazu. Ein Merkmal eines Hackers ist nicht die Aktivität selbst, sondern die Art wie sie durchgeführt wird. Jemand der beispielsweise für ein Open-Source-Projekt entwickelt, ist nicht automatisch ein Hacker, aber die Hackergemeinschaft ist eng verknüpft mit diesen Bewegungen. Der Journalist Steven Levy berichtete 1984 in seinem Buch Hackers – Heroes of the Computer Revolution erstmals über deren innovativen Einfluss bei der Schaffung des Internets und der Entwicklung des PCs. Hacker helfen bei der Verbesserung technischer Infrastrukturen, Verfahren und Geräte, auch indem sie Sicherheitslücken aufzeigen oder korrigieren. Teile der Sicherheitsszene setzten sich mit ihrem Fachwissen sowohl für Informationsfreiheit ein, was öffentliche Daten anbelangt, als auch für den Schutz von persönlichen Daten, der Privatsphäre. Im letzteren Kontext geht es ihnen beispielsweise um generelle Datensparsamkeit, das Recht auf informationelle Selbstbestimmung und weitere Aspekte des Datenschutzes. Als Beispiel sei eine Sprecherin der Szene genannt – Constanze Kurz – die 2013 in diesem Kontext die Theodor-Heuss-Medaille für ihr vorbildliches demokratisches Verhalten erhielt; 2014 wurde sie mit der Auszeichnung Deutschlands Digitale Köpfe geehrt, die jenen gilt, die mit ihren Ideen und Projekten die digitale Entwicklung in Deutschland vorantreiben. Die Sicherheitsszene klärt aktiv auf zu Themen wie Internetnutzung, Verschlüsselung, Zensur, Risiken von sozialen Netzen, Vorratsdatenspeicherung und verwandten Themen. Sie ist eng verknüpft mit der Bürgerrechtsbewegung Freiheit statt Angst und erstellt Gutachten für das Bundesverfassungsgericht bzw. nimmt an Anhörungen der Bundesregierung teil.
Für weitere Informationen dazu siehe die Abschnitte „Selbstverständnis“ und „Öffentliche Wahrnehmung“.

### Abgrenzung zum Begriff „Cracker“
Seit Anbeginn der Hackerkultur, die sich in den 1960er und 1970er Jahren an akademischen US-Einrichtungen bildete, existiert eine Hackerethik. Schriftlich wird sie erstmals 1984 in Steven Levys Buch Hackers dokumentiert. Levy formuliert darin seinen Eindruck über die Werte der frühen Hackerszene am MIT. Ende der 1980er Jahre wurde seine Formulierung vom Chaos Computer Club adoptiert und dabei um die Belange der Sicherheitsszene erweitert. Eine Abgrenzung zu Handlungen jenseits der Hackerethik findet über die Hackergemeinschaft hinaus auch beispielsweise in amtlichen Expertenorganisationen Anwendung. So schreibt das Bundesamt für Sicherheit in der Informationstechnik „Böswillige Hacker heißen Cracker“, wobei mit böswillig eine destruktive schadenverursachende Handlung gemeint ist. Die Unterteilung zwischen „gutwillige Hacker“ und „böswillige Cracker“ ist ein seit Anfang der 1990er Jahre währender Versuch der Hackergemeinschaft, dem durch schlechte Presse entstandenen Imageschaden etwas entgegenzusetzen. Demgegenüber findet dieser Versuch in den Medien und in der Politik kaum Beachtung und wird selbst innerhalb der Sicherheitsszene kritisch betrachtet, da es keine klare Trennlinie zwischen „gut“ und „böse“ gibt.
Darüber hinaus ist die Bedeutung von „Cracker“ nicht einheitlich und daher stark vom jeweiligen Kontext abhängig: In Verbindung mit einem CrackMe nimmt das Wort Bezug auf einen Sport auf geistiger Ebene, der weder gesetzwidrig noch destruktiv ist. Insbesondere will sich die akademische Hackerkultur seit Juni 1990 von der Sicherheitsszene komplett distanziert sehen. Hierbei handelt es sich um eine ursprünglich aus dem akademischen Umfeld heraus entstandene Szene, was nicht bedeutet, dass Hacken damals eine akademische Studienrichtung gewesen ist. Nach ihrer Definition werden sämtliche Hacker, die ihre Aktivitäten betont auf die Umgehung von Sicherheitsmechanismen legen, ungeachtet von deren Motivation nicht als Hacker, sondern als Cracker bezeichnet. Das Jargon File verdeutlicht das Selbstverständnis der akademischen Hackerkultur. Seit Juli 1993 wird darin eine Hackerethik formuliert, die einen bis heute umstrittenen Punkt zu solchen Tätigkeiten enthält: Sie schreiben, dass es moralisch in Ordnung sei, wenn Cracker in ein System eindringen, solange es ausschließlich dessen Untersuchung dient und dabei nichts ausgespäht oder beschädigt wird. In diesem Punkt stimmen sie mit der Sicherheitsszene überein, die solche Menschen jedoch Hacker nennen.
Für weitere Informationen dazu siehe die Abschnitte „Cracker“ und „Hackerethik“.

### Hackerszenen
- Am „Tech Model Railroad Club of MIT“ steht Hacker für jemanden, der seinen Einfallsreichtum nutzt, um ein kluges Ergebnis (einen Hack) zu erreichen.[36] Diese Szene existiert seit Ende der 1950er Jahre.
- Hacker bezogen auf Programmierung tritt am MIT erstmals Anfang der 1960er Jahre[10] auf und überschneidet sich in der Gegenwart fast vollständig mit der Freie-Software- und Open-Source-Bewegung.[11][12]
- Hardwarehacker treten als sich untereinander stark unterscheidende Unterform in jeder Szene auf,[11] wie beispielsweise innerhalb der Freie-Hardware-Bewegung. Die heutige Maker-Subkultur ist eng verwandt mit den Hardwarehackern.
- Innerhalb der Computersicherheit wird die Herausforderung des Hackens darin gesehen, Sicherheitsmechanismen zu überwinden und somit Schwachstellen erkennen zu können. Hervorgegangen ist diese in den 1980er Jahren entstandene Szene aus dem seit den 1970er Jahren existierenden Phreaking, einer Szene, die sich mit der Manipulation von Telefonverbindungen auseinandersetzt.[37] Themenverwandt ist die Anfang der 1980er Jahre entstandenen Szene der Softwarecracker, die aus der Heimcomputerszene der 1970er Jahre heraus entstand.[37] Aus ihr hat sich Ende der 1990er Jahre die Demoszene gebildet.

Für weitere Informationen dazu siehe die Abschnitte „Herkunft am MIT und TMRC“, „Softwareentwicklung“, „Hardwarehacker“ und „Sicherheitsszene“.
Der Hauptunterschied zwischen den Szenen ist ihre größtenteils getrennte historische Entstehung und Entwicklung, weshalb sie sich durch ihre jeweils eigene Sicht auf Hackerbegriff, Tradition und Folklore auszeichnen. Szenen, die ihre Aktivitäten betont auf die Umgehung von Sicherheitsmechanismen legen, haben im Vergleich zu den anderen Hackerszenen viele nicht miteinander übereinstimmende Standpunkte. Demgegenüber entwickelten sich zwischen den einzelnen Szenen Gemeinsamkeiten hinsichtlich politischer und sozialer Ziele und szenenübergreifend eine Vorliebe für die Beschäftigung mit Technik.
Für weitere Informationen dazu siehe die Abschnitte „Gegensätze zwischen akademischer Szene und Sicherheitsszene“ und „Überschneidungen zwischen den Szenen“.

## Herkunft am MIT und TMRC
US-amerikanische Funkamateure verwendeten Mitte der 1950er Jahre den Begriff „hacking“ ursprünglich als Ausdruck für besonders einfallsreiche Anpassungen ihrer Geräte, die dazu dienten, deren Leistung zu verbessern.

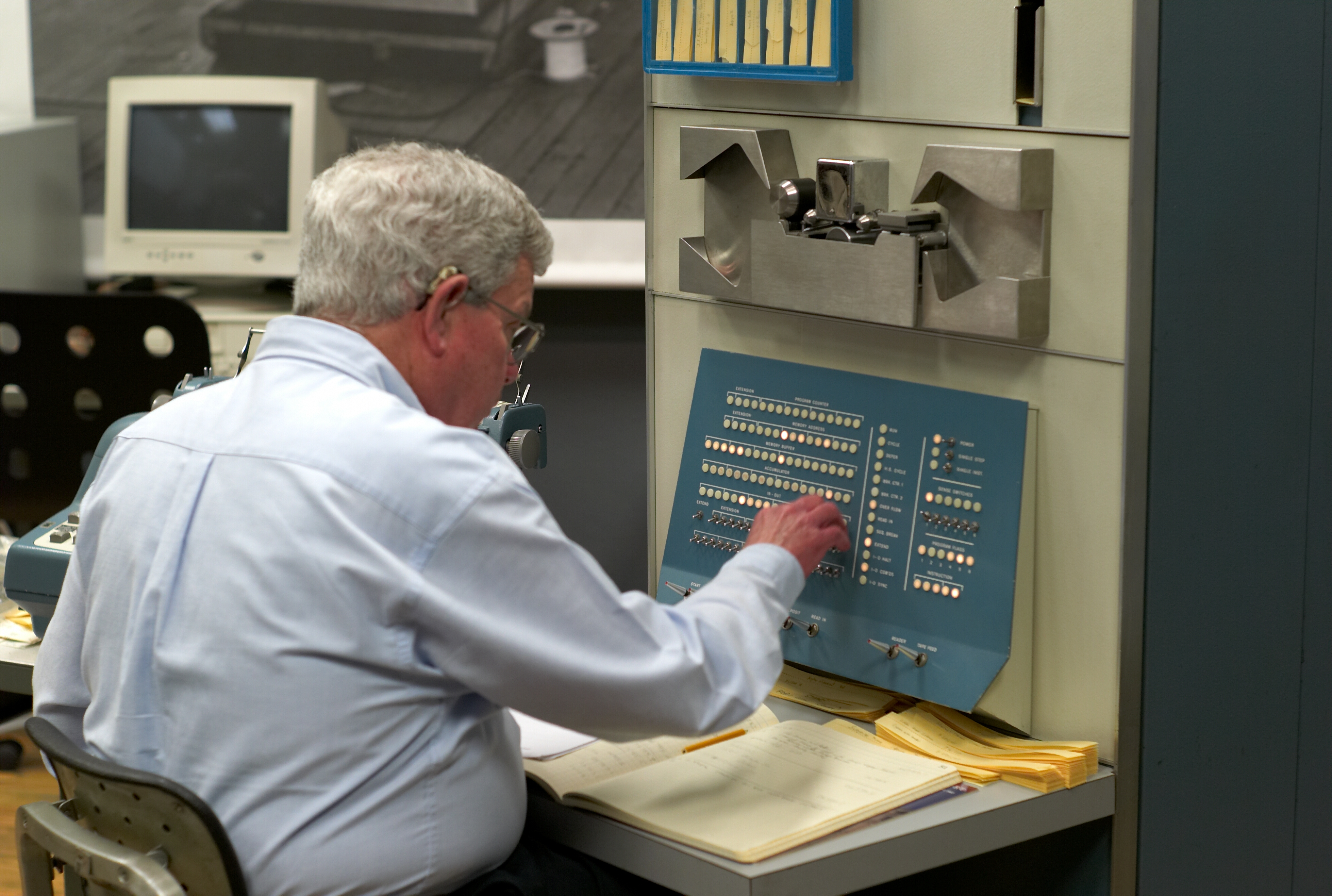
Steve Russel, Mitglied des Tech Model Railroad Club of MIT, an einem PDP-1-Computer

In den späten 1950er Jahren wurde „hacking“ auch vom Modelleisenbahnclub des MIT (Massachusetts Institute of Technology) verwendet, dem Tech Model Railroad Club (TMRC). Das Wort nahm im TMRC Bezug zur Anpassung ihrer elektronischen und mechanischen Geräte. Es gehört zum Wesen eines Hacks, dass er rasch durchgeführt wird, effektiv ist und unelegant sein kann („quick and dirty“). Er erreicht das gewünschte Ziel, ohne die Systemarchitektur, in die er eingebettet ist, komplett umformen zu müssen, obwohl er oft im Widerspruch zu ihr steht.
Das Wort „Hack“ stand am MIT auch im Kontext von technikbasierten Streichen oder entsprach einem Wort für besonders geschickte oder gewagte Taten. Dabei schwang eine Konnotation von nicht destruktiver Harmlosigkeit und kreativem Spaß mit. Hatte ein Student des MIT einen raffinierten Streich ausgeheckt, galt der Übeltäter als „Hacker“. Der Gebrauch des Wortes „Hack“ verschob sich zur Technik, die benötigt wird, um den Streich auszuführen. Es wurde später für eine schlaue technische Lösung im Allgemeinen verwendet, ohne sich dabei unbedingt auf einen Streich zu beziehen und ohne dies auf den Computer zu beschränken.
Als Mitglieder des Modellbahnklubs damit begannen, mit einem DEC-PDP-1-Computer zu arbeiten, wurde ihr Jargon nun auch auf den Computer übertragen. Die zuerst bekannte Verwendung des Begriffs „Hacker“ wurde auf diese Weise von der Ausgabe der Studentenzeitung The Tech vom 20. November 1963 der technischen Fachschule des MIT registriert und bezog sich zunächst auf Personen, die mit der Technik des Telefonnetzes herumspielten (Phreaking).

## Softwareentwicklung
In der Softwareentwicklung steht der Begriff für jemanden, der Programmierung liebt, der sich einer einfallsreichen Experimentierfreudigkeit hingibt, oder die Kombination von beidem. Dabei geht es nicht um die Aktivität selbst, sondern um die Art und Weise der Durchführung: Wie das Jargon File beschreibt, genießt ein Hacker die intellektuelle Herausforderung, auf kreative Weise Grenzen zu überwinden oder zu umgehen, wobei diese Szene damit ausdrücklich nicht die Umgehung von Sicherheitsmechanismen meint und sich von solchen Tätigkeiten distanziert sehen will. Hacken beinhaltet oft eine Form von Exzellenz (im Sinne von Virtuosität): Beispielsweise die Grenzen des Machbaren zu erkunden und dabei etwas für sich spannendes und sinnvolles zu machen.
In diesem Kontext weist der Begriff anerkennende oder abwertende Anklänge auf: Innerhalb der Hackerkultur steht er als Titel für einen talentierten und passionierten Programmierer. Ein „Hack“ gilt einerseits als rasch erstellte und verblüffend einfache, (manchmal) elegante und pfiffige Lösung eines nichttrivialen Problems. Er kann sich andererseits auch auf eine effektive aber ineffiziente, unschöne und ungeschliffene Lösung (quick-and-dirty hack) beziehen, die eher einer temporären Problemlösung (kludge, workaround) gleicht. In diesem letzteren Kontext kann Hacker den negativen Beiklang eines Entwicklers haben, der für seine unsoliden Lösungen bekannt ist.

### Akademische Hackerkultur

Das „Hackeremblem“, 2003 von Eric S. Raymond als übergreifendes Symbol für die Linux-, Open-Source-, GNU- und BSD-Hackerkultur vorgeschlagen.

An akademischen US-Einrichtungen (MIT, Stanford, Berkeley und Carnegie Mellon) bildete sich in den 1960er und 1970er Jahren eine Hackerkultur, die u. a. von Eric Steven Raymond als „akademische Hackerkultur“ bezeichnet wird.
Das MIT startete Anfang der 1960er ein Projekt, das ein paralleles Arbeiten mehrerer Anwender auf einem DEC-PDP-Rechner ermöglichen sollte. Dieses Projekt wurde der Kern des Project MAC (später AI Lab, heute MIT Computer Science and Artificial Intelligence Laboratory), wo sich die ersten Hacker unter den Studenten aus dem TMRC und Informatikumfeld etablierten und sich zumeist auf Mathematik und Theorien der künstlichen Intelligenz spezialisierten. Bis zur Einstellung des darauf entwickelten ITS-Betriebssystems im Mai 1990 war der „AI“-Rechner des MIT ein zentraler Treffpunkt der frühen akademischen Hackergemeinschaft.
Das folgenreichste Vermächtnis dieser Szene ist das Internet. Obgleich die Initiative für ein solches Datennetz vom Verteidigungsministerium der USA ausging, geschah seine praktische Entwicklung zum Großteil an den Universitäten, wo das Konzept von Hackern begeistert aufgenommen und von ihrer Kultur und innovativen Ideen maßgeblich geprägt wurde.
Die akademische Hackerkultur entwickelte sich weiter, verschmolz mit der Unix-Szene, nahm weitere Elemente aus dem Internet der 1970er und 1980er Jahre sowie Teile der Heimcomputerszene (Mikrocomputer-Bastler) auf und überschneidet sich in der Gegenwart fast vollständig mit der Open-Source- und Freie-Software-Bewegung.
Das Selbstverständnis dieser Szene ist seit Mitte der 1970er im Jargon File dokumentiert.

### Freie Software und Open Source

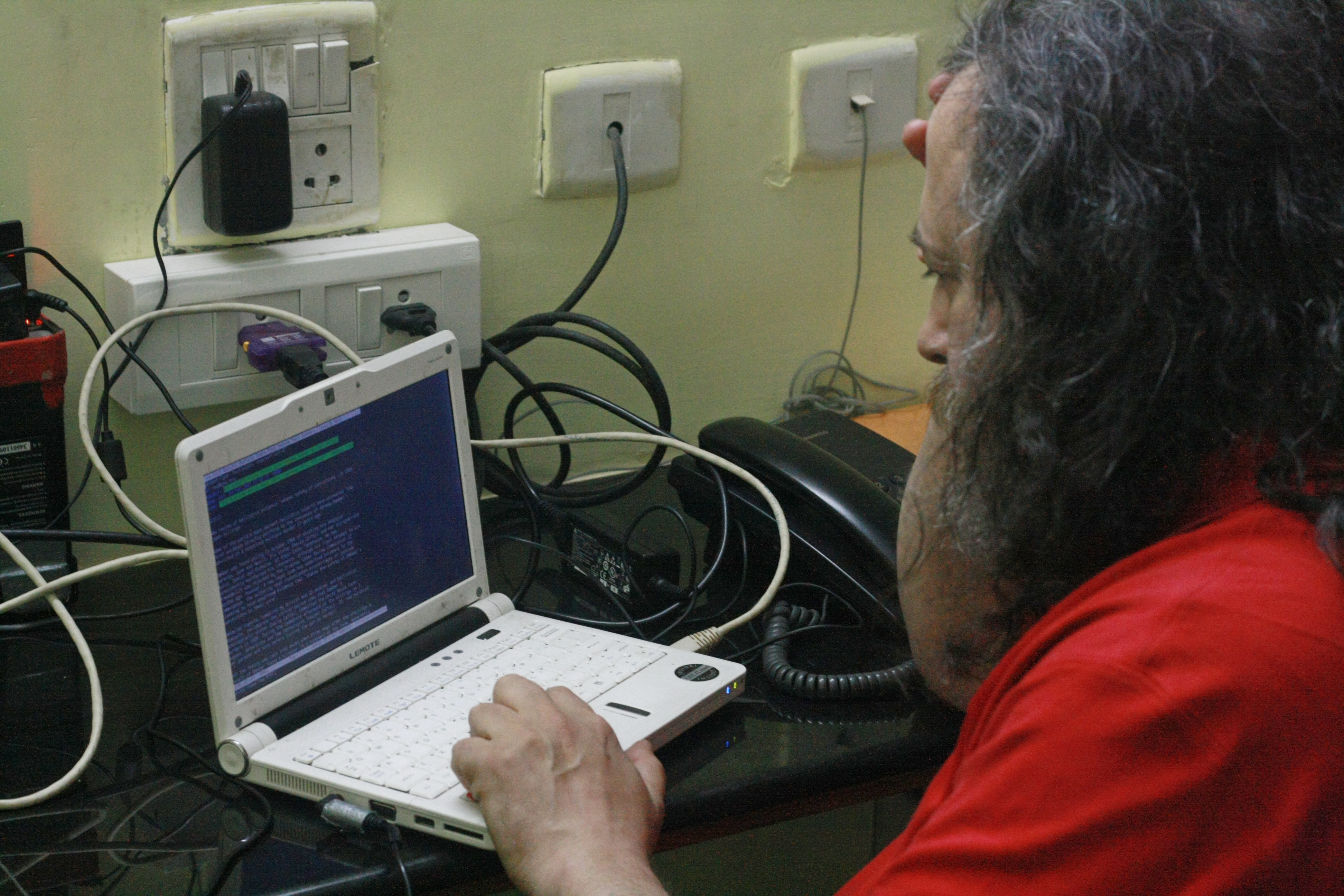
Richard Stallman, Februar 2012, an seinem Lemote.

Innerhalb der frühen akademischen Hackerkultur war es bereits selbstverständlich, Quelltexte offenzulegen und eigene Softwareverbesserungen mit anderen Programmierern zu teilen. Ein prominenter Hacker, der wesentliche Beiträge zum Selbstverständnis der akademischen Hackerkultur geleistet hat, ist Richard Stallman. Die Hacker-Gemeinschaft und das intellektuelle Klima rund um das AI Lab des MIT inspirierten ihn maßgeblich bei der Schaffung des GNU-Projekts im September 1983. gefolgt von der Gründung der Free Software Foundation (FSF), einer gemeinnützigen Stiftung, die seit 1985 der Förderung und Entwicklung von GNU und freier Software dient.
Freie Software ist eine soziale Bewegung, die unfreie Software als gesellschaftliches Problem begreift, wobei „frei“ hier nicht kostenlos bedeutet (Freie Software ist nicht dasselbe wie Freeware), sondern die Freiheiten für die Gesellschaft meint, die ein derart lizenziertes (auch kommerzielles) Produkt bietet. In den Augen der FSF ist die Entscheidung für oder gegen Freie Software deshalb primär eine ethische und soziale Entscheidung.

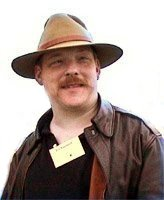
Eric S. Raymond, August 2006.

Dagegen begreift die im Februar 1998 gegründete Open Source Initiative (OSI) quelloffene Software als bloßes Entwicklungsmodell; wobei die Frage, ob Software quelloffen sein sollte, dort eine rein praktische und keine ethische Frage ist. Die FSF wirft der OSI daher eine Ablenkung vom Wesentlichen vor. Der Begriff Open Source (zu deutsch „quelloffen“) wurde von den Gründern der OSI (Eric S. Raymond, Bruce Perens und Tim O’Reilly) in der Annahme eingeführt, dass der unpopuläre Begriff „Freiheit“ Geldgeber für solche Projekte abschrecken könne.
Auch wenn es sich um zwei unterschiedliche Bewegungen mit unterschiedlichen Ansichten und Zielen handelt, verbindet sie die gemeinsame Wertschätzung für quelloffenen Code, was in zahlreichen Projekten mündet, in denen sie zusammenarbeiten.
Die Bewegung Open-Source-Hardware (auch Freie Hardware / free hardware) steht der Freie-Software- und Open-Source-Bewegung nahe bzw. geht auf diese zurück. Dabei handelt es sich um Hardware, die nach freien Bauplänen hergestellt wird.

## Hardwarehacker
Im Bereich der Hardware bezieht sich Hacken auf einen spielerischen kreativen Umgang mit Hardware jeglicher Art. In diesem Kontext entwickelt oder verändert ein Hacker Hardware, schreibt beispielsweise Gerätetreiber und Firmware oder beschäftigt sich mit den physischen Grundlagen der Netzwerke, insbesondere wenn er dabei Dinge außerhalb der Spezifikation verwendet.

### Heimcomputerszene

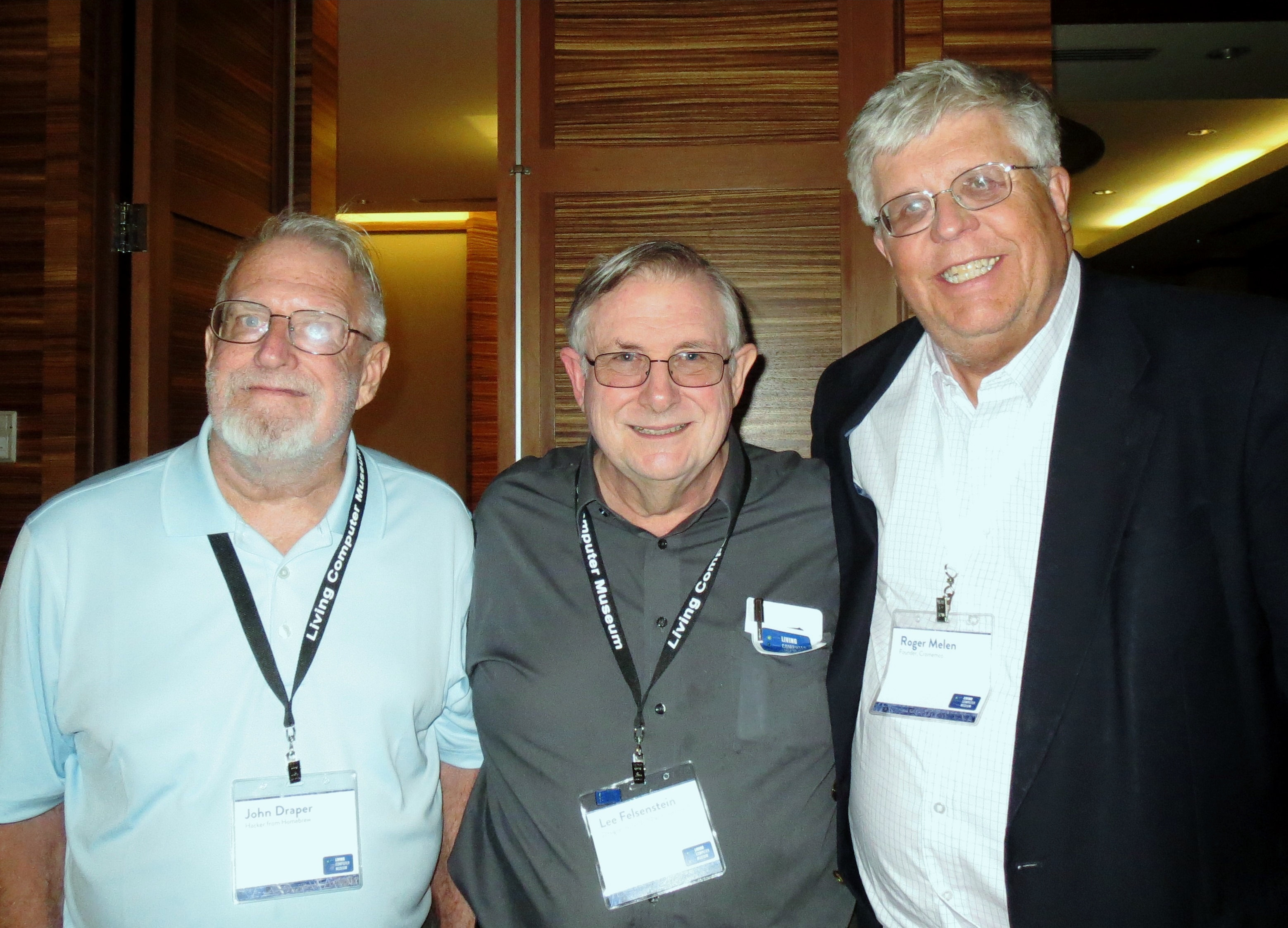
Homebrew-Computer-Club-Mitglieder: John T. Draper (Captain Crunch), Lee Felsenstein, Roger Melen

In der Frühzeit bestand die stärkste kulturelle Verbindung zu den Hardwarehackern in der Entwicklung des persönlichen Computers und der daraus entstandenen Heimcomputerszene. Der Ursprung dieser Kultur orientiert sich an den bastelnden Funkamateuren, wie es sie schon seit den 1920er Jahren gibt. Ihr starkes Interesse an Elektronik lieferte fruchtbaren Boden für den Gebrauch moderner Technik. Sie konnten sich in den 1970er Jahren für die Idee begeistern, einer breiten Masse die Nutzung persönlicher Computer zu ermöglichen, beispielsweise für den Einsatz im Heimbereich, was von der damals vorherrschenden Industrie als absurd abgetan wurde.
Rund um den im März 1975 gegründeten Homebrew Computer Club in der Region von San Francisco (der Westküste der Vereinigten Staaten) trafen sich technikbegeisterte Menschen – Hacker – wie der Journalist Steven Levy in seinem Buch „Hackers – Heroes of the Computer Revolution“ schreibt. Angefangen von praktischen Projekten und Entwicklungen, bis hin zur Geburt einer vollkommen neuen Industrie im Silicon Valley, haben sie die Entwicklung des persönlichen Computers entscheidend vorangetrieben. Sie machten immer wieder mit Konzepten und praktischen Entwicklungen auf sich aufmerksam. Viele Computerpioniere gingen aus ihren Reihen hervor; Mitglieder dieses Vereins gründeten zahlreiche Computerunternehmen. Der Homebrew Computer Club wird daher als „Schmelztiegel für eine ganze Branche“ bezeichnet. Erst Geräte dieser Art lösten das aus, was Levy in seinem zuvor genannten Buch als „Computerrevolution“ bezeichnet.
Der persönliche Computer löste ein großes Wachstum der Hackergemeinschaft aus; in der ersten Welle zunächst in Form von 8-Bit-Heimcomputern, wobei populäre Computerbausätze die Tradition der Hacker förderten, die Technik wirklich zu verstehen. Ihre ursprünglich stark hardwareorientierte Kultur entwickelte sich weiter und konzentrierte sich dabei zunehmend auf Software; später gingen aus ihr die Softwarecracker- und Demoszene hervor.
Für weitere Informationen dazu siehe den Abschnitt „Softwarecracker“.

## Sicherheitsszene

Logo des Chaos Computer Clubs, der einflussreichsten Vereinigung von Hackern im deutschen Raum, dessen wesentliches Beschäftigungsfeld Sicherheitsfragen sind.

Die Szene aus dem Bereich der Computersicherheit entstand in den 1980er Jahren. Hier wird die Herausforderung des Hackens darin gesehen, Systeme zum Beispiel per Social Engineering zu unterwandern oder per Reverse Engineering auf Programmierfehler hin zu untersuchen oder über einen kreativen Umgang mit der Technik Schwächen im Design des Systems aufzudecken. Unter Ausnutzung von Sicherheitslücken umgehen sie so Schutzvorkehrungen und können Zugriff erhalten auf z. B. ein Rechnernetz, einen Computer, eine gesicherte Komponente (zum Beispiel Chipkarte) oder Zugang zu gesperrten Daten oder einer sonst geschützten Funktion eines Computerprogramms.
Der Schriftsteller Peter Glaser prägte den Begriff „Datenreise“ (siehe auch Cybernaut), eine Metapher für das neugierige Herumstöbern in Rechnern der Forschungsinstitute, welches von diesen Hackern seit den 1980er Jahren als eine Art Hobby betrieben wurde. Innerhalb von Deutschland nutzten sie für ihren Zugriff zunächst das Datex-P-Netz der Deutschen Telekom. Sie bedienten sich bekannter Schwachstellen, wie z. B. die Standardkennung „system“ mit dem Passwort „manager“, welche auf DEC Vax/VMS-Rechnern installationsbedingt vorhanden war und aus Bequemlichkeit der Administratoren oft nicht geändert wurde. Besonderer Beliebtheit erfreuten sich seit spätestens 1984 die Forschungsrechner des CERN, der Europäischen Organisation für Kernforschung in Genf, die sich in dieser Zeit unfreiwillig als „Hackerschule“ Europas etablierte.
Abhängig von der Motivation und Loyalität zu den Gesetzen wird unterschieden zwischen White-Hat (gesetzestreu), Black-Hat (handelt mit krimineller Energie) und Grey-Hat (nicht eindeutig einzustufen). White-Hat-Hacker agieren konstruktiv, beispielsweise als Experten, die Sicherheitslücken in Netzwerken oder in Programmen aufdecken. Black-Hats agieren dagegen destruktiv und bewegen sich eher im Untergrund.

### Phreaking

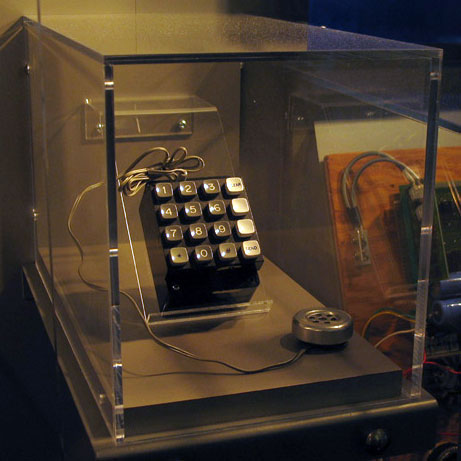
Diese Blue Box gehörte einmal Steve Wozniak und wird im Computer History Museum ausgestellt.

Die Hackerszene aus dem Bereich der Computersicherheit geht historisch zurück auf das Phreaking: Einer Szene, die sich (ursprünglich) mit Sicherheitsmechanismen im Bereich der Telefonie auseinandersetzt, insbesondere mit der Manipulation von Telefonverbindungen, um z. B kostenlose Telefongespräche zu führen. Im modernen Gebrauch schließt das auch Techniken ein, die sich allgemein mit der Kommunikationssicherheit auseinandersetzen und sich dabei nicht unbedingt auf die Telefonie beziehen, wie beispielsweise Van-Eck-Phreaking.
Eines der ersten Programme, die auf dem PDP-1 am MIT entwickelt wurden, bot eine Schnittstelle zum Telefonsystem, die einen unerlaubten Zugriff auf die Vermittlungsstellen ermöglichte. Auch wenn es in der Frühzeit erhebliche Überschneidungen der akademischen Hackerkultur zu den Praktiken des Phreaking gab, sind beide Szenen deutlich voneinander abgrenzbar: Während innerhalb der akademischen Hackerkultur das Überwinden von Sicherheitsbarrieren eher eine nebensächliche Rolle spielte, entwickelte sich dies unter den Anhängern der Phreaking-Kultur zum zentralen Punkt ihrer Tätigkeit.
Weiterentwickelt hat sich diese Kultur im Rahmen der Mikrocomputer-DFÜ-Szene der 1980er. Allmählich begann die Entwicklung von Rechnernetzen, und die Telefongesellschaften wendeten sich computergesteuerten Telefonanlagen zu. Ein Teil der Telefonhacker entwickelten sich daraufhin zu Hackern der Rechnernetze. So entstand die Kultur der Netzwerkhacker oder allgemeiner die Kultur der Hacker auf dem Gebiet der Computersicherheit, die wie keine andere Szene das öffentliche Verständnis des Hackerbegriffs prägte. Phreaking wurde auch zum Zwecke des Eindringens in fremde Computer betrieben, um die hohen Telefonkosten für langandauernde DFÜ-Verbindungen nicht tragen zu müssen. Zudem dienten die Praktiken des Phreaking auch dazu, eine Rückverfolgung solcher Aktivitäten zu erschweren.
Weite Popularität erreichte diese Hackerszene schließlich mit der Verfügbarkeit von Internetanschlüssen für Privathaushalte während der 1990er und war dabei insbesondere im Umfeld des Magazins 2600: The Hacker Quarterly und der Newsgroup alt.2600 verwurzelt.

### Cracker
Die Bedeutung des Begriffs „Cracker“ ist stark von dem jeweiligen Kontext abhängig: Die Definition und Verwendung des Begriffs „Hacker“ ist Gegenstand einer anhaltenden Kontroverse zwischen den verschiedenen Szenen. Das Jargon File – welches das Selbstverständnis der akademischen Hackerkultur vertritt – bezeichnet als Reaktion auf schlechte Presse seit 1990 sämtliche Hacker, die ihre Aktivitäten betont auf die Umgehung von Sicherheitsmechanismen legen, ungeachtet derer Motivation nicht als Hacker, sondern als „Cracker“. Innerhalb der Sicherheitsszene werden lediglich destruktive Hacker als Cracker bezeichnet.
In der journalistischen und politischen Öffentlichkeit werden diese Ausdrücke gewöhnlich nicht unterschieden. Daneben gibt es auch Hacker, die eine moralische Abgrenzung aus Ermangelung einer klaren Trennlinie zwischen „gut“ und „böse“ ablehnen.

#### Softwarecracker
Heimcomputer, wie der Commodore 64 mit Farbdarstellung und für damalige Verhältnisse ansprechender Audioqualität, zogen in den 1980er Jahren zahlreiche Spieler und Entwickler in ihren Bann. Die kommerzielle Software (hier insbesondere die Computerspiele) wurde von den Herstellern immer öfter mit Kopierschutzmechanismen versehen. Den Kopierschutz auszuhebeln, um die Software für sich selbst und für befreundete Computerbenutzer in einem kopierbaren Zustand zu bringen, entwickelte sich zu einer technischen Fertigkeit. Mitunter wurde die Software auch um nützliche Funktionen erweitert und Programmierfehler beseitigt, die die Softwareentwickler übersahen.
Hacker, welche die Fähigkeit hatten (meist kompilierten) Softwarecode zu manipulieren, um Kopierschutzmechanismen zu umgehen, nannte man seit Anfang der 1980er Jahre „Softwarecracker“ oder kurz „Cracker“. In den frühen 1980er Jahren entstanden hieraus Crackergruppen und schließlich der sich auf das Aushebeln von Kopierschutzmechanismen kommerzieller Software spezialisierende Teil der Warez-Szene.
Zudem kann das Cracken von Software als legaler Sport betrieben werden, indem Cracker den Programmschutz selbstgeschriebener und eigens für diesen Zweck freigegebener Software (CrackMe) aushebeln.

#### Scriptkiddie
Scriptkiddies, die im Bereich der Computersicherheit tätig werden, setzen die Massenmedien in der Berichterstattung gewöhnlich mit Hackern gleich. Innerhalb der Sicherheitsszene zählen sie jedoch zu den Crackern, zum einen weil Scriptkiddies destruktiv handeln. Zum anderen fehlt ihnen das für den Hackerbegriff zwingend notwendige tiefe Grundlagenwissen der Materie: Scriptkiddies nutzen vorgefertigte Automatismen und Anleitungen, um in fremde Computersysteme einzudringen oder sonstigen Schaden anzurichten, ohne jedoch zu verstehen, wie die genutzten Mechanismen genau funktionieren.

### Hacktivist
Seit 1995 etablierte sich der Begriff Hacktivist als Bezeichnung für jemand, der sich politisch engagiert, beispielsweise um öffentlich auf die Gefahren bei dem Einsatz von Wahlcomputern hinzuweisen; um ein politisches oder gesellschaftliches Ziel zu erreichen. Seit 1998 findet im Englischen das Wort Hacktivism (deutsch Hacktivismus) Verwendung, und bezeichnet den politisch motivierten und nicht autorisierten Zugriff auf informationstechnische Systeme.

## Öffentliche Wahrnehmung

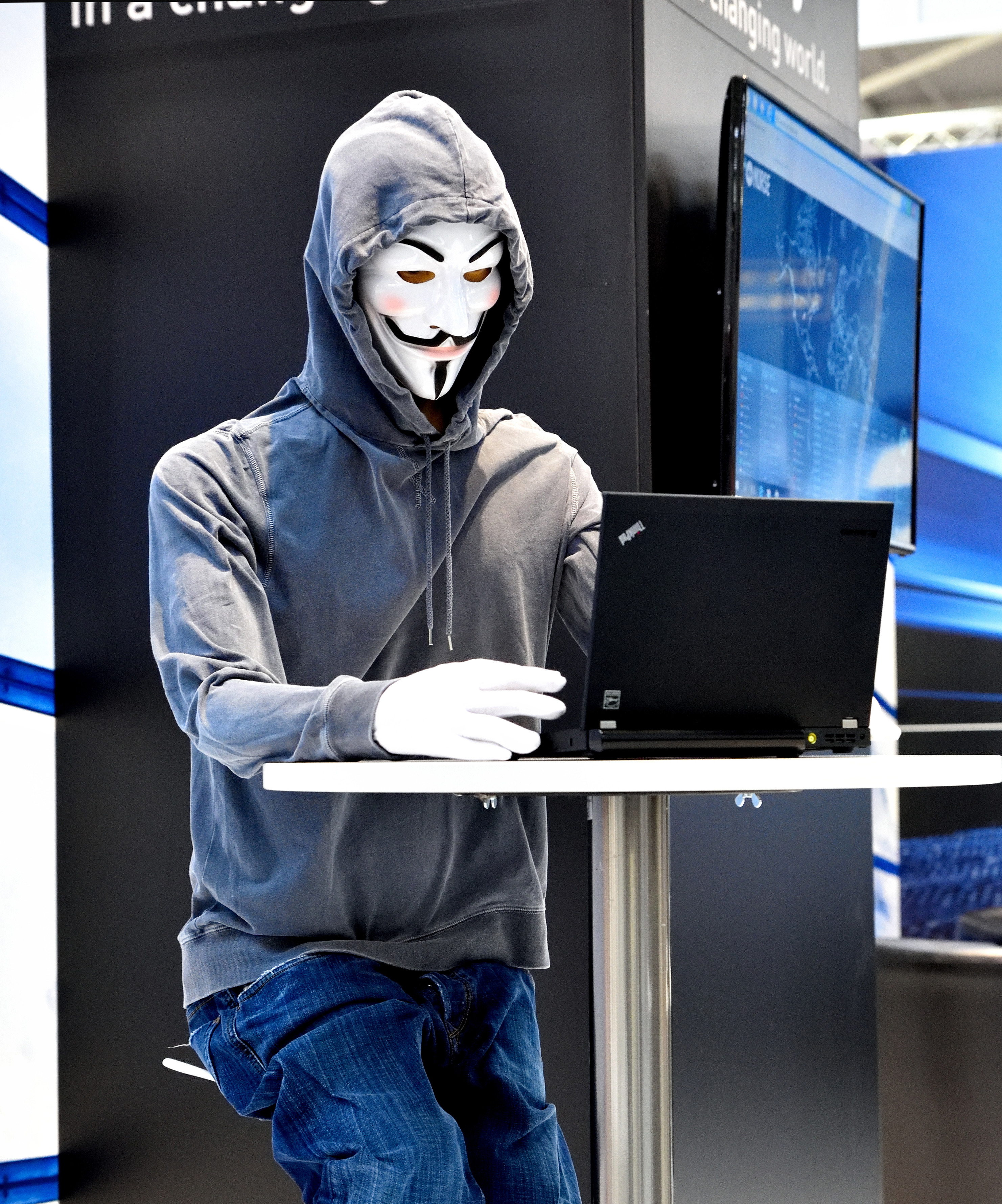
Typische Darstellung eines Anonymous-Hackers mit Guy-Fawkes-Maske auf der Cebit 2016.

Hacken im Sinn des Einbruchs in Computer findet sich zwar bereits vor 1983 im Computerjargon, aber bis zu diesem Zeitpunkt gab es kein öffentliches Bewusstsein dafür, dass solche Tätigkeiten stattfanden. Dies änderte sich mit dem Kinofilm WarGames – Kriegsspiele, der zur allgemeinen Annahme der US-Bürger beitrug, dass jugendliche Hacker eine Gefahr für die nationale Sicherheit der USA darstellen könnten. Diese Befürchtung wurde konkreter, als allgemein bekannt wurde, dass eine Gruppe jugendlicher Hacker aus Milwaukee namens The 414s in Computersysteme in den ganzen USA und in Kanada eindrangen, einschließlich denen des Los Alamos National Laboratory, Sloan-Kettering Cancer Center und der Security Pacific Bank. Der Fall zog schnell die Aufmerksamkeit der Medien auf sich.
Der Newsweek-Artikel Beware: Hackers at play vom 5. September 1983 war die erste Benutzung des Worts in den überregionalen Medien, die den Begriff Hacker in abwertender Weise verwendete. Nicht nur in der breiten Öffentlichkeit erhielt so der Begriff einen schlechten Beiklang, sondern auch in der Politik und Justiz, wo er seither Computeranwender beschreibt, die an Einbrüchen in fremde Rechner beteiligt waren. Dass jene Gruppe nur einen kleinen Teil der Hacker darstellten und nicht die gesamte Hackerkultur repräsentierten, fand in den darauf folgenden Jahren in der Berichterstattung der Massenmedien kaum Beachtung.
Einige Filme (wie z. B. Matrix) zeichnen ein stereotypisches Bild eines Hackers, das vor allem einen bleichen, da immer vor Computern sitzenden Computerfreak zeigt.

## Rechtliche Einschätzung
Juristisch besteht bei der Tätigkeit des Hackers grundsätzlich ein Zusammenhang mit dem möglichen Ausspähen von Daten, das gemäß § 202a des deutschen Strafgesetzbuches (StGB) ein Vergehen ist, welches mit Freiheitsstrafe bis zu drei Jahren oder Geldstrafe bestraft wird, sowie mit dem Vorbereiten des Ausspähens und Abfangens von Daten gemäß § 202c StGB. Eine Abgrenzung ist daher in der öffentlichen Diskussion schwierig. Eine juristische Stellungnahme der European Expert Group for IT Security (EICAR) geht jedoch davon aus, dass sogenannte gutartige Tätigkeiten im Dienste der IT-Sicherheit bei ausführlicher Dokumentation nach § 202c StGB nicht strafbar sind.

## Selbstverständnis
In der Hackerkultur ist die Bezeichnung einer Person als Hacker ein respektvoll anerkennender Ausdruck, welcher von Mitgliedern der Szene als nicht vorschnell verliehen gilt. Er steht für jemand, der durch seine Identifikation mit den kulturellen Werten und durch Besitz hinreichender Fachkenntnisse einen entsprechenden Grad an gesellschaftlicher Anerkennung aufweist:

„Wenn Du ein Teil dieser Kultur bist, zu ihrem Sein und ihrer Entwicklung beigetragen hast, andere Mitglieder Dich kennen und Hacker nennen, dann erst bist Du ein Hacker.“

Als gemeinsames Merkmal ist ein Hacker ein Technikenthusiast, der Spaß daran hat, sich mit technischen Details von Systemen auseinanderzusetzen, insbesondere aus dem Bereich der Informations- und Kommunikationstechnik. Was einen Hacker von anderen Technikenthusiasten hervorhebt, ist die selbstbezügliche Hingabe im Umgang mit Technik. Ohne dass dies für einen Beobachter zwangsläufig sinnvoll erscheint, kann er sich aus Spaß am Hacken durchaus für die Lösung von Problemen begeistern, die aus rein praktischen Erwägungen gar keine sind. Wie das Jargon File beschreibt, genießt ein Hacker die intellektuelle Herausforderung, auf kreative Weise Grenzen zu überwinden oder zu umgehen. Es geht darum, etwas auszuprobieren und zu entwickeln, um die Grenzen des Machbaren zu erkunden. Technik zu überarbeiten und dabei auch in einer Weise zu verwenden, für die sie ursprünglich nicht vorgesehen war, entwickelte sich so zu einem wesentlichen Merkmal ihrer Kultur. Das bezieht sich auf deren Hardware genauso wie auf Software (sobald vorhanden).
Szenenübergreifend gibt es ein Verständnis zum Hacken, das sich nicht unbedingt auf den Computer bezieht. Als Beispiel sei der Chaos Computer Club (CCC) als einflussreichste Vereinigung von Hackern im deutschen Raum genannt. Obwohl Sicherheitsfragen sein wesentliches Beschäftigungsfeld sind und Politik, Industrie, Presse, Datenschützer und Banken ihn für dieses Thema als quasi-offizielle Expertenorganisation konsultieren, sieht er das Hacken wesentlich allgemeiner als übergreifende Kultur des kreativen Umgangs mit der Gesellschaft und Technik jeglicher Art.

### Hackerethik
Ein Bezugspunkt für das Selbstverständnis der Hackergemeinschaft bildet die Hackerethik, die soziale und technische Werte verdeutlicht und sich zum Beispiel in der Auffassung manifestiert, dass der Zugriff auf Wissen frei, dezentral, antibürokratisch und antiautoritär sein soll. Jeder sollte sehen können, wie die Welt funktioniert, wobei niemand gezwungen sein sollte, das Rad ein zweites Mal neu zu erfinden. Bereits in der frühen akademischen Hackerkultur war es beispielsweise selbstverständlich, Quellcodes offenzulegen und eigene Softwareverbesserungen mit anderen Programmierern zu teilen. Die Hackerethik kann indes für jede Szene unterschiedliche Schwerpunkte beinhalten und ist selbst innerhalb der jeweiligen Szene nicht zwingend einheitlich definiert.

### Abgrenzung
Als Beispiel für eine Abgrenzung zum Begriff Hacker nennt Boris Gröndahl in seinem Buch Hacker den US-amerikanischen Unternehmer und Programmierer Bill Gates, Gründer von Microsoft. Dieser gilt seit seiner Kindheit als geradezu fanatischer Computerfan. Selbst seine äußere Erscheinung einer blassen und bebrillten Person entspricht dem Stereotyp eines Hackers. Laut Gröndahl ist er dennoch kein Hacker, da ihm die soziale Komponente des Hackerdaseins fehlt.

### Gegensätze zwischen akademischer Szene und Sicherheitsszene
Besonders zwei Szenen haben teilweise gegensätzliche Standpunkte zu der Frage, wer legitimerweise als Hacker bezeichnet werden darf: Grundlage ist eine moralische Trennlinie zwischen dem („guten“) wissbegierigen Erforschen innerhalb der akademischen Hackerkultur und der („bösen“) egoistischen Gebührenhinterziehung, wie sie innerhalb der Kultur des Phreaking praktiziert wird. Allerdings finden sich in Levys Buch Hackers – Heroes of the Computer Revolution Hinweise darauf, dass es diese Trennlinie in einer solchen Klarheit nicht gab. In den 1960er bis 1980er Jahren wurde die Erforschung und Anwendung bedenklicher Verfahren eher von den damaligen Hackern beider Kulturen praktiziert. Dennoch will sich die akademische Hackerkultur seit Juni 1990 von den Phreaks bis hin zu den heutigen Computersicherheitshackern distanziert sehen und ihnen die Betitelung als Hacker streitig machen.
Die akademische Hackerkultur unterscheidet sich von der Computersicherheits-Hackerkultur dahingehend, dass bei der akademischen Hackergemeinschaft die Schaffung neuer und die Verbesserung bestehender Infrastrukturen im Vordergrund steht, insbesondere des eigenen Softwareumfelds. Die Computersicherheit ist dabei kein relevanter Aspekt. Ein Grundwissen zu Computersicherheit ist allerdings auch in der akademischen Hackergemeinschaft üblich. Die nebensächliche Umgehung von Sicherheitsmechanismen wird als legitim angesehen, wenn dies zur Beseitigung konkreter Hindernisse bei der eigentlichen Arbeit getan wird. In besonderen Formen kann so etwas auch ein möglicher Ausdruck von einfallsreicher intellektueller Experimentierfreudigkeit sein. Trotzdem tendieren die Anhänger der akademischen Szene dazu, die Beschäftigung mit Sicherheitslücken negativ zu bewerten und sich davon zu distanzieren. Üblicherweise bezeichnen sie Leute, die dies tun, als Cracker und lehnen jede Definition des Hackerbegriffs grundsätzlich ab, die eine Betonung auf Aktivitäten im Zusammenhang mit der Umgehung von Sicherheitsmechanismen einschließt.
Die Computersicherheits-Hackerkultur andererseits unterscheidet im Allgemeinen nicht so streng zwischen den beiden Szenen. Sie beschränken die Verwendung des Cracker-Begriffs stattdessen auf ihre Kategorien der Scriptkiddies und Black-Hat-Hacker (die mit krimineller Energie handeln). Aus dem Bereich der Computersicherheit sehen z. B. Teile des CCC die akademische Hackerbewegung als konservative Fraktion einer einzelnen größeren, verwobenen und allumfassenden Hackerkultur.
Eine wesentliche Begegnung beider Szenen gab es im Fall des KGB-Hack. Eine Gruppe von Hackern, die dem Chaos Computer Club nahestanden (der sich aber davon distanzierte, von diesen Aktivitäten etwas gewusst zu haben), drang dabei in Computer von militärischen und wissenschaftlichen Einrichtungen der USA ein. Die dort vorgefundenen Daten verkauften sie an den KGB – einer von ihnen, um seine Drogensucht zu finanzieren. Der Fall konnte aufgeklärt werden, weil Wissenschaftler aus dem Umfeld der akademischen Hackerkultur Wege fanden, die Einbrüche zu protokollieren und zurückzuverfolgen. Der Film 23 – Nichts ist so wie es scheint zeigt das (mit fiktiven Elementen ausgeschmückte) Geschehen aus der Perspektive der Angreifer. Clifford Stoll, ein Astronom, der maßgeblich zur Aufklärung beitrug, hat in seinem Buch Kuckucksei und in der Fernsehdokumentation „Der KGB, der Computer und Ich“ den Fall aus der anderen Perspektive beschrieben.

### Überschneidungen zwischen den Szenen
Trotz teilweise gegensätzlicher Standpunkte entwickelten sich zwischen den einzelnen Szenen Gemeinsamkeiten hinsichtlich politischer und sozialer Ziele und szenenübergreifend eine Vorliebe für die Beschäftigung mit Technik. Seit Mitte der 1980er Jahre gibt es verstärkt Überschneidungen bezüglich Ideen und Mitgliedschaften, insbesondere im europäischen Raum, weshalb zeitgenössische Hacker häufig kulturübergreifende Wurzeln aufweisen und sich nicht fest einer einzigen Szene zuordnen lassen.
Überschneidungen zwischen Phreaking und den Westküstenhackern gibt es mit John T. Draper, der Mitglied des Homebrew Computer Club war und in dessen Umfeld schon vor der Gründung aktiv gewesen ist, sowie Steve Wozniak, der vor seiner Mitgliedschaft mit Draper zusammen im Phreaking-Umfeld tätig war und mit ihm zusammen Blue-Boxen gebaut hatte.
Ken Thompson ist ein prominentes Mitglied der akademischen Szene, der sich zum Teil mit der Sicherheitsszene überschneidet. Er merkte während seiner Rede zur Verleihung des Turing Awards 1983 an, dass es möglich ist, in das UNIX-Anmeldeprogramm eine Hintertür einzubauen (englisch Backdoor), sodass es zwar die normalen Passwörter akzeptiert, aber zusätzlich auch ein Generalpasswort. Thompson argumentierte, dass man den C-Compiler zur Verschleierung des Ganzen so ändern könnte, dass er beim Übersetzen des Anmeldeprogramms diese Hintertür automatisch hinzufügte. Er nannte dies ein Trojanisches Pferd. Da der C-Compiler selbst ein Programm ist, das mit einem Compiler übersetzt wird, könnte man schließlich diese Compileränderung automatisch beim Übersetzen des Compilers selbst einfügen, ohne dass diese Manipulation noch aus dem Compilerquelltext ersichtlich wäre. Sie wäre somit nur noch in übersetzten Compilern vorhanden und so rein in übersetzten Programmen ohne jede Spur in der Quelltextbasis weitergegeben. Thompson distanzierte sich aber deutlich von den Tätigkeiten der Computersicherheitshacker:

“I would like to criticize the press in its handling of the 'hackers', the 414 gang, the Dalton  gang, etc. The acts performed by these kids are vandalism at best and probably trespass and theft at worst. … I have watched kids testifying before Congress. It is clear that they are completely unaware of the seriousness of their acts.”

Ein weiterer prominenter Fall zur Überschneidung zwischen den beiden Szenen ist Robert T. Morris, der zur Hackergemeinschaft am AI Lab des MIT gehörte, trotzdem aber den Morris-Wurm schrieb. Die akademische Szene nennt ihn im Jargon File daher „a true hacker who blundered“ („einen echten Hacker, der versagt hat“).
Alle Szenen haben auch etwas mit dem Ändern von Hardware zu tun. In der Frühzeit der Netzwerkhacker bauten Phreaker Blue Boxen und verschiedene ähnliche Geräte. Die akademische Hackerkultur hat Legenden zu mehreren Hardware-Hacks in ihrer Folklore, z. B. über einen mysteriösen Schalter, der mit „Magie“ beschriftet war, der an eine PDP-10 am MIT-Labor für künstliche Intelligenz angeschlossen war, und der auf den ersten Blick prinzipiell keine Wirkung haben konnte. Wenn man ihn betätigte, stürzte dennoch der Computer ab. Die frühen Hobby-Hacker bauten ihre Computer selbst aus Bausätzen zusammen. Diese Tätigkeiten sind jedoch während der 1980er größtenteils ausgestorben, als preisgünstige vorgefertigte Heimcomputer verfügbar wurden, und als Forschungsinstitutionen den Wissenschaftlern Arbeitsplatzrechner zur Verfügung stellten, statt eines zentralen Computers, der von allen gemeinsam benutzt wurde.